# アーズ・アンド・ノース・ダウン
座標: 北緯54度33分43秒 西経5度38分13秒 / 北緯54.562度 西経5.637度
アーズ・アンド・ノース・ダウン(英語：Ards and North Down)は、イギリスの北アイルランド東端の行政区。2015年の人口は15万8797人。面積は457.3km2。人口密度は347.2人/km2。中心都市はバンガー。
2015年4月1日に、アーズ区とノース・ダウン区を合併して設置された。

## 人口
- 2001年6月30日：14万9600人
- 2011年6月30日：15万6943人
- 2015年6月30日：15万8797人[2]

## 隣接行政区
- 北～南東：アイリッシュ海
- 南：ストラングフォード湖（英語版）、ニューリー・モーン・アンド・ダウン
- 南西：リスバーン・アンド・カースルレー
- 西：ベルファスト

## 地理
北アイルランド東端に位置する。アーズ半島、ストラングフォード湖、ベルファスト湖南岸を含む。
一帯の海岸には潮間帯、礁と島嶼が発達しており、砂質、泥質の干潟、丸い石および岩石海岸が多い。生態系としては砂丘と海岸の草地、海岸ヒース、崖の植生、塩性湿地、フェンなどがあり、キョクアジサシが多く繁殖しているほか、シロハラネズミガン、ヨーロッパムナグロ、キョウジョシギ、ハジロコチドリの越冬地でもある。2005年にラムサール条約登録地となった。